# Haokou, Hubei
Haokou är en köpinghuvudort i Kina. Den ligger i provinsen Hubei, i den centrala delen av landet, omkring 160 kilometer väster om provinshuvudstaden Wuhan. Antalet invånare är 57 015. Befolkningen består av 28 425 kvinnor och 28 590 män. Barn under 15 år utgör 11,0 %, vuxna 15-64 år 79 %, och äldre över 65 år 9,0 %.
Runt Haokou är det tätbefolkat, med 530 invånare per kvadratkilometer. Haokou är det största samhället i trakten. Trakten runt Haokou består till största delen av jordbruksmark.
Genomsnittlig årsnederbörd är 1 358 millimeter. Den regnigaste månaden är april, med i genomsnitt 208 mm nederbörd, och den torraste är december, med 21 mm nederbörd.